# Associazione Calcio Lecco 2005-2006
Questa pagina raccoglie le informazioni Riguardanti l'Associazione Calcio Lecco nelle competizioni ufficiali della stagione 2005-2006.

## Stagione
Ritornato tra i professionisti dopo quattro anni, nella stagione 2005-2006 il Lecco ha disputato il girone A del campionato di Serie C2, arrivando al decimo posto con 41 punti in classifica. Il torneo è stato vinto dal Venezia con 69 punti che ha ottenuto la promozione in Serie C1 con l'Ivrea che ha vinto i playoff. A Lecco si riparte con il tecnico Giuseppe Sannino, il girone di andata viene chiuso a 21 punti, a metà febbraio viene sostituito da Gabriele Ratti in carica per due partite, poi si passa a Pierluigi Frosio che anche lui resta in sella solo quattro gare, perché dal 9 aprile lascia a sua volta il posto di allenatore, al ritorno di Giuseppe Sannino, con il quale si porta a termine il campionato, con il decimo posto finale. La squadra bluceleste dopo la sconfitta di misura con la capolista Venezia (1-0) del 26 marzo, nelle ultime sei giornate non perde più, raggiungendo l'obiettivo salvezza, con tre lunghezze di vantaggio sulla zona Play-out. La squadra lariana non ha partecipato in questa stagione alla Coppa Italia di Serie C.

## Rosa
| N. |                    | Ruolo | Calciatore            |
| -- | ------------------ | ----- | --------------------- |
|    | Italia (bandiera)  | P     | Paolo Castelli        |
|    | Italia (bandiera)  | P     | Maurizio Monguzzi     |
|    | Italia (bandiera)  | P     | Alberto Valsecchi     |
|    | Italia (bandiera)  | D     | Cristian Arrieta      |
|    | Italia (bandiera)  | D     | Fabio Borriello       |
|    | Brasile (bandiera) | D     | Claiton               |
|    | Italia (bandiera)  | D     | Alessandro Cortinovis |
|    | Italia (bandiera)  | D     | Luigi Crisopulli      |
|    | Italia (bandiera)  | D     | Alessio Delpiano      |
|    | Italia (bandiera)  | D     | Raffaele Menaglio     |
|    | Italia (bandiera)  | D     | Ilario Ondei          |
|    | Italia (bandiera)  | D     | Vincenzo Saladino     |
|    | Italia (bandiera)  | C     | Stefano Agostinelli   |
|    | Italia (bandiera)  | C     | Roberto Bertolini     |
|    | Italia (bandiera)  | C     | Manuel Bonacina       |
|    | Italia (bandiera)  | C     | Fabrizio Cattaneo     |

| N. |                        | Ruolo | Calciatore        |
| -- | ---------------------- | ----- | ----------------- |
|    | Italia (bandiera)      | C     | Gabriele Cavalli  |
|    | Paesi Bassi (bandiera) | C     | Harvey Esajas     |
|    | Italia (bandiera)      | C     | Alessandro Livi   |
|    | Italia (bandiera)      | C     | Alessandro Marzio |
|    | Italia (bandiera)      | C     | Francesco Pescuma |
|    | Italia (bandiera)      | C     | Fabio Rovrena     |
|    | Italia (bandiera)      | C     | Luigi Savarese    |
|    | Italia (bandiera)      | C     | Lorenzo Spagnoli  |
|    | Italia (bandiera)      | A     | Rudy De Paola     |
|    | Italia (bandiera)      | A     | Nunzio Falco      |
|    | Italia (bandiera)      | A     | Carlo Ferrario    |
|    | Albania (bandiera)     | A     | Elis Kraja        |
|    | Italia (bandiera)      | A     | Adriano Marzeglia |
|    | Italia (bandiera)      | A     | Davide Mazzini    |
|    | Italia (bandiera)      | A     | Andrea Vitali     |
|    | Argentina (bandiera)   | A     | Matías Chiacchio  |

## Risultati

### Campionato

#### Girone di andata
| Arbitro: | Spadaccini (Vasto) |

|                          |           |             |
| Rondinella 9’ Vasoio 81’ | Marcatori | 46’ Cavalli |

| Arbitro: | Zanchin (Biella) |

|                                   |           |  |
| Savarese 35’, 46’ C. Ferrario 56’ | Marcatori |  |

| Arbitro: | Buonocore (Nichelino) |

|                 |           |                   |
| Mateos 26’, 30’ | Marcatori | 90+2’ C. Ferrario |

| Arbitro: | Branciforte (Nuoro) |

|  |           |             |
|  | Marcatori | 33’ Pivetta |

| Arbitro: | De Toni (Schio) |

|              |           |              |
| Giorgi 45+1’ | Marcatori | 63’ Saladino |

| Arbitro: | Velotto (Grosseto) |

|  |           |                 |
|  | Marcatori | 24’ C. Ferrario |

| Arbitro: | Didato (Agrigento) |

|                             |           |  |
| A. Vitali 27’, 45+2’ (rig.) | Marcatori |  |

| Arbitro: | Ballo (Trapani) |

|                                  |           |              |
| Silva Fernandez 9’ M. Sala 90+2’ | Marcatori | 48’ De Paola |

| Arbitro: | Prato (Lecce) |

|                         |           |                          |
| De Paola 72’ Marzio 82’ | Marcatori | 20’ Foglia 57’ Ferronato |

| Arbitro: | Zonno (Bari) |

|  |           |                 |
|  | Marcatori | 28’ C. Ferrario |

| Arbitro: | D'Alessio (Forlì) |

|             |           |                            |
| Mazzini 15’ | Marcatori | 42’ M. Moro 90+1’ Pradolin |

| Arbitro: | Peruzzo (Schio) |

|                   |           |  |
| Bonomi 85’ (rig.) | Marcatori |  |

| Lecco 27 novembre 2005 13ª giornata | Lecco                | 0 – 0 | Cuneo | Stadio Mario Rigamonti\| Arbitro: \| Taverna (Taurianova) \| |
| Arbitro:                            | Taverna (Taurianova) |       |       |                                                              |

| Arbitro: | Prato (Lecce) |

|                    |           |           |
| A. Vitali 26’, 47’ | Marcatori | 42’ Bosio |

| Arbitro: | Pagano (Torre Annunziata) |

|           |           |              |
| Falco 46’ | Marcatori | 90+3’ Marzio |

| Arbitro: | Branciforte (Nuoro) |

|            |           |                |
| Marzio 85’ | Marcatori | 53’ Sorrentino |

| Arbitro: | Corletto (Castelfranco Veneto) |

|             |           |                 |
| Fabiano 36’ | Marcatori | 82’ C. Ferrario |

#### Girone di ritorno
| Lecco 8 gennaio 2006 18ª giornata | Lecco                 | 0 – 0 | Pro Vercelli | Stadio Mario Rigamonti\| Arbitro: \| Paparazzo (Catanzaro) \| |
| Arbitro:                          | Paparazzo (Catanzaro) |       |              |                                                               |

| Arbitro: | Musolino (Catania) |

|                   |           |  |
| Cunico 58’ (rig.) | Marcatori |  |

| Arbitro: | Marzaloni (Rimini) |

|                |           |               |
| Crisopulli 71’ | Marcatori | 11’ L. Guerra |

| Arbitro: | Buonocore (Nichelino) |

|                             |           |              |
| Silvestro 2’ A Ballarin 51’ | Marcatori | 64’ Delpiano |

| Arbitro: | Tommasi (Bassano del Grappa) |

|           |           |  |
| Falco 51’ | Marcatori |  |

| Arbitro: | Zonno (Bari) |

|  |           |                          |
|  | Marcatori | 65’ Piovani 88’ Ghizzani |

| Arbitro: | Pecorelli (Arezzo) |

|              |           |               |
| Mosciaro 64’ | Marcatori | 18’ Marzeglia |

| Arbitro: | Liotta (Caltanissetta) |

|                   |           |              |
| Marzio 90’ (rig.) | Marcatori | 80’ D. Rossi |

| Arbitro: | Vuoto (Livorno) |

|                  |           |  |
| Perrone 34’, 73’ | Marcatori |  |

| Arbitro: | Taverna (Taurianova) |

|                    |           |                 |
| S. Agostinelli 85’ | Marcatori | 87’ Baronchelli |

| Arbitro: | Burdin (Cormons) |

|             |           |  |
| Melucci 78’ | Marcatori |  |

| Arbitro: | La Mura (Nocera Inferiore) |

|               |           |  |
| Marzeglia 19’ | Marcatori |  |

| Arbitro: | G. Stefanini (Livorno) |

|            |           |                   |
| Chechi 44’ | Marcatori | 24’ (rig.) Marzio |

| Arbitro: | Cavarretta (Trapani) |

|                |           |             |
| D. Bettini 22’ | Marcatori | 6’ Delpiano |

| Arbitro: | Grazioli (Maniago) |

|           |           |  |
| Falco 53’ | Marcatori |  |

| Arbitro: | Barbirati (Ferrara) |

|  |           |                      |
|  | Marcatori | 4’ Arrieta 49’ Falco |

| Arbitro: | Didato (Agrigento) |

|           |           |               |
| Falco 71’ | Marcatori | 64’ Lorenzini |